# Мальчик с трубкой
«Мальчик с трубкой» (фр. Garçon à la pipe) — картина, написанная в общежитии Бато-Лавуар на Монмартре 24-летним художником Пабло Пикассо в 1905 году, в «розовый» период его творчества. На ней изображён неизвестный мальчик в венке из роз, держащий в левой руке трубку.

## Описание
На картине изображен мальчик-подросток, который сидит в окружении двух букетов цветов. Он одет в синий комбинезон, а на голове у него гирлянда из роз. В левой руке он держит трубку неправильным образом. Андре Сальмон, друг Пикассо, описал в 1912 году, как Пикассо создал картину, «после восхитительной серии метафизических акробатов, танцовщиц, подобных жрицам Дианы, восхитительных клоунов и задумчивых Арлекинов». Вместо этого Пикассо теперь сосредоточился на простом изображении молодого парижского мальчика, одетого в синюю джинсовую одежду.
Мальчик, изображенный на этой картине, был известен как «P’tit Louis», или «Маленький Луи». Пикассо описал его как «одного из «местных типов, актеров, дам, джентльменов, преступников», которые часто посещали студии Бато-Лавуар. Суровая жизнь уличного мальчика привела к тому, что он умер в молодом возрасте.
Предварительные этюды к этой картине показывают мальчика в самых разных позах, в том числе стоящим, сидящим, прислонившимся к стене, раскуривающим трубку или держащим ее в руках. В конечном итоге Пикассо решил изобразить свою модель в сидячем положении, как показано на готовой картине, над которой он кропотливо работал в подготовительных этюдах. Этюды отличаются от окончательного варианта картины тем, что в них изображен не мальчик, а более зрелый подросток. В итоге получается изображение таинственной фигуры, окруженной массой цветов, напоминающее работы Одилона Редона.

## Требование о реституции и происхождении
Пауль фон Мендельсон-Бартольди, вероятно, приобрел картину около 1910 года. Незадолго до своей смерти в 1935 году он написал завещание, в котором завещал ее своей жене-нееврейке, графине Эльзе Мендельсон-Бартольди Кессельштетт (урожденной Лавернь-Пагильен), которая продала ее Вальтеру Файльхенфельдту в 1949 году. Затем 13 января 1950 года мистер и миссис Джон Хэй Уитни приобрели картину за 30 000 долларов. Портрет долгое время был «гвоздём» собрания американского коллекционера Дж. Уитни. В 2004 году профессор Джулиус Х. Шопс оспорил продажу «Мальчик с трубкой» в 1949 году из-за обстоятельств, связанных с нацистскими преследованиями владельца-еврея и его попытками уберечь картину от конфискации через жену-нееврейку. При распродаже коллекции в 2004 году «Мальчик с трубкой» был продан на аукционе «Сотбис» в Нью-Йорке за рекордную на тот момент цену 104 млн долларов, побив державшийся 15 лет рекорд «Портрета доктора Гаше» кисти Ван Гога.
На первом месте «Мальчик…» продержался 6 лет — до мая 2010 года, когда на аукционе «Кристис» в Нью-Йорке таинственный покупатель приобрёл за 106,5 млн долларов картину Пикассо «Обнажённая, зелёные листья и бюст» 1932 года.

## Критика
Продажа на аукционе в 2004 году за 104 миллиона долларов вызвала споры среди искусствоведов. Эксперт по творчеству Пикассо Пепе Кармель назвал работу «второстепенной» и отметил, что её высокая цена демонстрирует, «насколько рынок далёк от истинных ценностей искусства». Блейк Гопник из The Washington Times высказал мнение: «Хотя слово „шедевр“ часто звучало в преддверии аукциона, вряд ли найдётся хоть один историк искусства, который высоко оценит эту картину „розового периода“».
В противоположность этому, газета The New York Sun отметила, что «„Мальчик с трубкой“ — захватывающая картина, красоту которой можно было бы оценить всю жизнь».